# 宮澤はるな
宮澤 はるな（みやざわ はるな、1月22日 - ）は、日本の女性声優。ムーブマンを経て、AUspicious所属。神奈川県出身。

## 出演作品

### 吹き替え

#### 映画
- 悪霊館（ターニャ〈ジェシカ・バース〉）
- アナイアレイション -全滅領域-（アニャ・ソレンセン〈ジーナ・ロドリゲス〉）
- アメリカン・スナイパー（コルトン・カイル〈マックス・チャールズ〉）
- ウォンテッド（プジャ〈ソフィア・ハキュエ〉[1]）※BSテレ東版
- サボタージュ（鑑識女）
- スマイル、アゲイン（ステイシー〈ジェシカ・ビール〉[2]）
- チャップリンの移民（エドナ）
- 沈黙のアフガン（ジャネット〈シャーリーン・アモイア〉）
- Dearダニー 君へのうた（サマンサ・リー・ドネリー〈ジェニファー・ガーナー〉）
- ティーン・ビーチ2（黒人女性）
- デンジャラス・バディ（ベス）
- 美女と野獣（セラフィーナ[3]）
- ファスト・コンボイ（ナディア〈リーム・ケリシ〉）
- ブライド・ウエポン（サンディ）
- ブラックホール（メドウズ医師）
- ブレーキ（モリー・レインズ）
- ベルベット・バズソー: 血塗られたギャラリー（ジョセフィーナ〈ゾウイ・アシュトン〉）
- ボーダーラン（女性記者）
- マリーゴールド・ホテルで会いましょう（オペレーターの声）
- ワイルドカード（ドリス〈ソフィア・ベルガラ〉）

#### ドラマ
- グッド・ドクター 名医の条件
- クリミナル・マインド（アマンダ）
- クロスボーンズ/黒ひげの野望（ネナ・アジャンレココ）
- ゴースト 〜天国からのささやき（ジュリエット）
- 今宵天使が舞い降りる（ジェーン）
- ザ・ミッシング〜消えた少年〜（英語版）（モニク）
- ジェシー!（シェルビー）
- 紳士の品格（友人）
- 刑事モース〜オックスフォード事件簿〜（アンジェラ）
- スリーピー・ホロウ（ジェニー・ミルズ〈リンディ・グリーンウッド〉）
- Zネーション（ロバータ・ウォレン〈ケリータ・スミス〉）
- ニンフ/妖精たちの誘惑
- バトル・クリーク 格差警察署（エリン・ジェイコックス〈ライザ・ラピラ〉）
- HAWAII FIVE-0（マーシー）
- ラスベガス3
- ロー&オーダー（リヴェラ）

### テレビアニメ
- 蟲師 続章（カオル母、女将、市の人々）

### 劇場アニメ
- 劇場版シティーハンター 〈新宿プライベート・アイズ〉（2019年、いじめっ子男子C）

### ゲーム
- Que 〜エンシェントリーフの妖精〜（アバター）
- マジカルドロップVI（デス、ムーン、テンペランス、エンプレス、ワールド、ブラックピエロ、フォーチュン）